# Charles Frederick Henningsen
Charles Frederik Henningsen (Egyesült Királyság, 1815. február 21. – Washington, 1877. június 14.) svéd származású angol író, felfedező, zsoldos katona, kalandor, fegyverkereskedő. Különféle háborúkban tűnt fel Európában és Amerikában.

## Életútja
Első útja Spanyolországba vezetett, ahol részt vett az 1833-tól 1839-ig tartó polgárháborúban. A királypártiak egyik tábornokának Tomás de Zumalacárreguinak volt a testőre, de amikor angol közvetítéssel egyezmény született a szemben álló felek között, Henningsen is rövid időre visszament Angliába.
A harcok rövidesen újra kiújultak, és Henningsen is visszatért, ezúttal ezredesi rangban. A Villar de los Navarros melletti királypárti győzelemhez járult hozzá jelentős mértékben.
Egy időre fogságba is esett, melyből azzal a feltétellel engedték szabadon ellenfelei, hogy elhagyja Spanyolországot. Ő ennek eleget is tett, de még Angliában is kiállt a királypártiak mellett. A háború végül az ellenlábas liberálisok győzelmével ért véget.
Ezt követően Henningsen beállt a cserkeszek közé és az orosz hadsereg ellen harcolt sikertelenül. Erről, mint a spanyolországi kalandjairól is külön könyvet írt, amit hamar lefordítottak franciára, így Henningsen rövidesen hírnévre tett szert Európában.
Egy kalandos életű katona sorsát nehéz nyomon követni, Vasváry Ödön 1959-ben úgy tudta, hogy Henningsen harcolni akart a magyar 1848-49-es szabadságharcban, de már nem érte el. Utána ment Kossuth Lajosnak, akivel Vidinben találkozott a Balkánon. Kossuth tárgyalt vele, s nem tudta, hogy ekkor már Klapka György feladta a komáromi várat, s kinevezte Henningsent a vár parancsnokának és Magyarországra küldte. Henningsen csak Belgrádig jutott, itt értesült a komáromi vár feladásáról, s Itáliába ment. Más értesülések szerint Henningsen harcolt a magyar szabadságért egy másik önkéntes, a francia Guyon Richárd alatt. A szabadságharc bukása után az Oszmán Birodalomba ment, 1850-ben meglátogatta Kossuth Lajost száműzetése helyén a török Kütahya nevű városban. Henningsen Konstantinápolyon és Albánián keresztül utazva hajóra szállt az Adriai-tengeren, és Itáliában kötött ki.
Henningsen 1851-ben az Újvilágba távozott, ahol csakhamar megint összejött Kossuth Lajossal. A néhai kormányzónak a Magyarországért folyó kampányából is aktívan kivette a részét, és támogatókat keresett a magyarok ügyének Amerikában. 1852-ben Henningsen közreadott egy könyvet The past and future of Hungary (Magyarország múltja és jövője) címmel, a megjelenés első helye: London vagy Cincinnati.
1856 októberében belépett a kalandor William Walker zömmel jenki zsoldosokat tömörítő csapatába az Amerikai Falanxba. Walker Henningsent vezérőrnaggyá és tüzérségi parancsnokká nevezte ki. A falanxot a nicaraguai liberálisok fogadták a zsoldjukba (Henningsen két évtizeddel korábban még a liberálisok ellen harcolt Spanyolországban!). Henningsen Walker oldalán két győztes ütközetben volt jelen Rivasnál, a második rivasi ütközetben, illetve a Transit és Masaya melletti csatákban pedig maga vezette a falanxot. Szintén ő volt a parancsnok Obraje mellett, illetve a San Jorge közelében vívott harmadik és negyedik csatában is vezető szerepet vállalt. Walker elnökké választása után ő lett a megbízott haderőparancsnok.
Henningsen közép-amerikai szerepléséért már kevéssé lelkesedtek, mivel amikor Salvador, Guatemala, Costa Rica és Honduras közösen benyomult Nicaraguába az amerikaiak elleni harcra, Henningsen stratégiai megfontolásból úgy döntött, hogy elpusztítja a fővárost, Granadát. Habár 416 polgári személyt (nőket, gyerekeket, sebesülteket) sikerült biztonságba helyeznie. A város felégetése után visszavonult a túlerőben levő ellenséges haderő elől, de nagy veszteségeket kellett csapatának elszenvednie útközben, közel 230 ember veszett el vagy a harcokban, vagy a betegség által, másokat az ellenség fogott el. Visszavonulásakor állítólag egy lándzsát hagyott hátra a következő felirattal: Itt volt Granada. A maradék 130 amerikait a guatemalaiak és salvadoriak a Nicaraguai tó környékén szétverték.
Henningsen Walkerrel együtt menekült el és az Egyesült Államok hadiflottájának egyik vitorlására szálltak fel, ahol Charles Henry Davis admirális fogságába kerültek. Az admirális a két férfit New Yorkba szállította.
Henningsen ezután az Egyesült Államokban telepedett le, ahol John M. Berrien georgiai szenátor unokahúgát vette feleségül. Családi okból az amerikai polgárháborúban a Konföderáció mellé állt, a déli seregben ismerkedett meg Estván Béla magyar származású tiszttel. Henningsen remekelt Richmond védelmében és az észak-karolinai Elizabeth City mellett vívott folyami ütközetben. A háború végeztével Washingtonban telepedett le és támogatta a kubai szabadságharcosokat fegyverszállítmányokkal.
Henningsen katonai specialitása a tüzérség volt, illetve a kézi lőfegyverek fejlesztését is szorgalmazta. A Minié puskák szabványosítását is elérte Amerikában, amelyek a porosz–osztrák–olasz háborúban is jól beváltak, nagyban hozzájárulva az osztrákok vereségéhez.

## Emlékezete
Művelt ember volt és jártas a tudományokban. Folyékonyan beszélt oroszul, franciául, spanyolul, németül és olaszul. Egyik kortársa azt írta, anélkül halt meg, hogy győzelemre vitte volna elveit a háborúkban. Ha Henningsen pályafutását szemügyre vesszük, akkor csak vesztes oldalon állt a különféle háborúkban, a spanyol polgárháborúban, a cserkesz háborúban, a magyar szabadságharcban, a nicaraguai polgárháborúban, vagy az amerikai polgárháborúban. Számos cikket , könyvet írt azokról az országokról, amelyekkel kapcsolatba került. Ernesto Cardenal nicaraguai költő írt róla egy verset, amelyben kiemeli Magyarországgal kapcsolatos szereplését is.
Élete utolsó éveit Washingtonban töltötte, anyagi nehézségei is voltak már ekkor, de pártfogói kisegítették, köztük régi jó barátja Albert Pike ezredes. Washingtonban érte a halál, itt halt meg 62 éves korában, 1877. június 14-én. A Congressional temetőben helyezték örök nyugalomra.

## Művei
- Östliches Europa. T. 3., Kaiser Nikolaus und seine Rathgeber; németre ford. August Kretzschmar; Comptoir, 1846
- Kossuth and "The Times". By the author of "The revelations of Russia"; containing curious and important information concerning 'Our own Correspondents' of "The Times"; Gilpin, London, 1851
- The past and future of Hungary: being facts, figures and dates, illustrative of its past struggle, and future prospects; Morgan, Cincinnati, 1852